# Nicandro Breeveld
Nicandro Breeveld (n. 7 octombrie 1986, Paramaribo, Surinam) este un fotbalist neerlandez de origine surinameză, care în prezent joacă la FCSB.

## Cariera
Breeveld și-a început cariera profesională la FC Omniworld, în a doua ligă neerlandeză. El a mers la Telstar în 2008, unde a rămas până în 2010, când a trecut la fotbalul românesc.
El a jucat la Jiul Petroșani, în Liga a IV-a și, după doar 15 jocuri în care a marcat 4 goluri el a fost remarcat de prim-divizionara Gaz Metan Mediaș, debutând în Liga I. Cu Gaz Metan a ajuns până în play-offul Europa League, contabilizând 6 meciuri în această competiție. El a marcat singurul gol al medieșenilor împotriva echipei FK Austria Viena, din play-offul Ligii Europa, meci pierdut cu 3-1. În 2013, Breeveld l-a urmat la Pandurii Târgu Jiu pe fostul său antrenor de la Gaz Metan, Cristian Pustai.
Pe 11 august 2014, Breeveld semnează un contract valabil pe doi ani cu FC Steaua București. Clubul l-a achiziționat cu 500.000 € + 25% dintr-un viitor transfer, bani ce se vor duce la Pandurii.